# Indianópolis (Paraná)
Indianópolis ist ein brasilianisches Munizip im Bundesstaat Paraná. Es hat 4.448 Einwohner (2022), die sich Indianopolitaner nennen. Seine Fläche beträgt 123 km². Es liegt 468 Meter über dem Meeresspiegel.

## Etymologie
Das Wort Indianópolis ist eine Kombination der Begriffe Indianisch und Polis (deutsch: Stadt). Der Name wurde passend zum Rio dos Índios gewählt, der das Munizip durchfließt. Der Name soll an die Existenz der Ureinwohner erinnern, die in den frühen Tagen der Kolonisierung das Land noch bewohnten. Der Bundesstaat Paraná gab dem Munizip anlässlich seiner Gründung den Namen Indianópolis. Auch die Straßen, Alleen und Plätze der Stadt, die Landformen, die Bäche und Flüsse wurden mit Tupí-Guaraní-Namen benannt.

## Geschichte
Indianópolis ist eine der vielen Gemeinden im Norden von Paraná, die von der Companhia Melhoramentos Norte do Paraná (CMNP) gegründet und kolonisiert wurden. Der Beginn der Besiedlung fand im Jahr 1955 mit dem Einzug der ersten Familien statt. Zuvor hatte sich das Land von den Verschleppungen und Vertreibungen der Ureinwohner durch die Bandeirantes in der ersten Hälfte des 17. Jahrhunderts nicht erholt und war weitestgehend entvölkert.
Indianópolis wurde durch das Staatsgesetz Nr. 5496 vom 2. Februar 1967 in den Rang eines Munizips erhoben und am 14. Dezember 1968 als Munizip installiert.

## Geografie

### Fläche und Lage

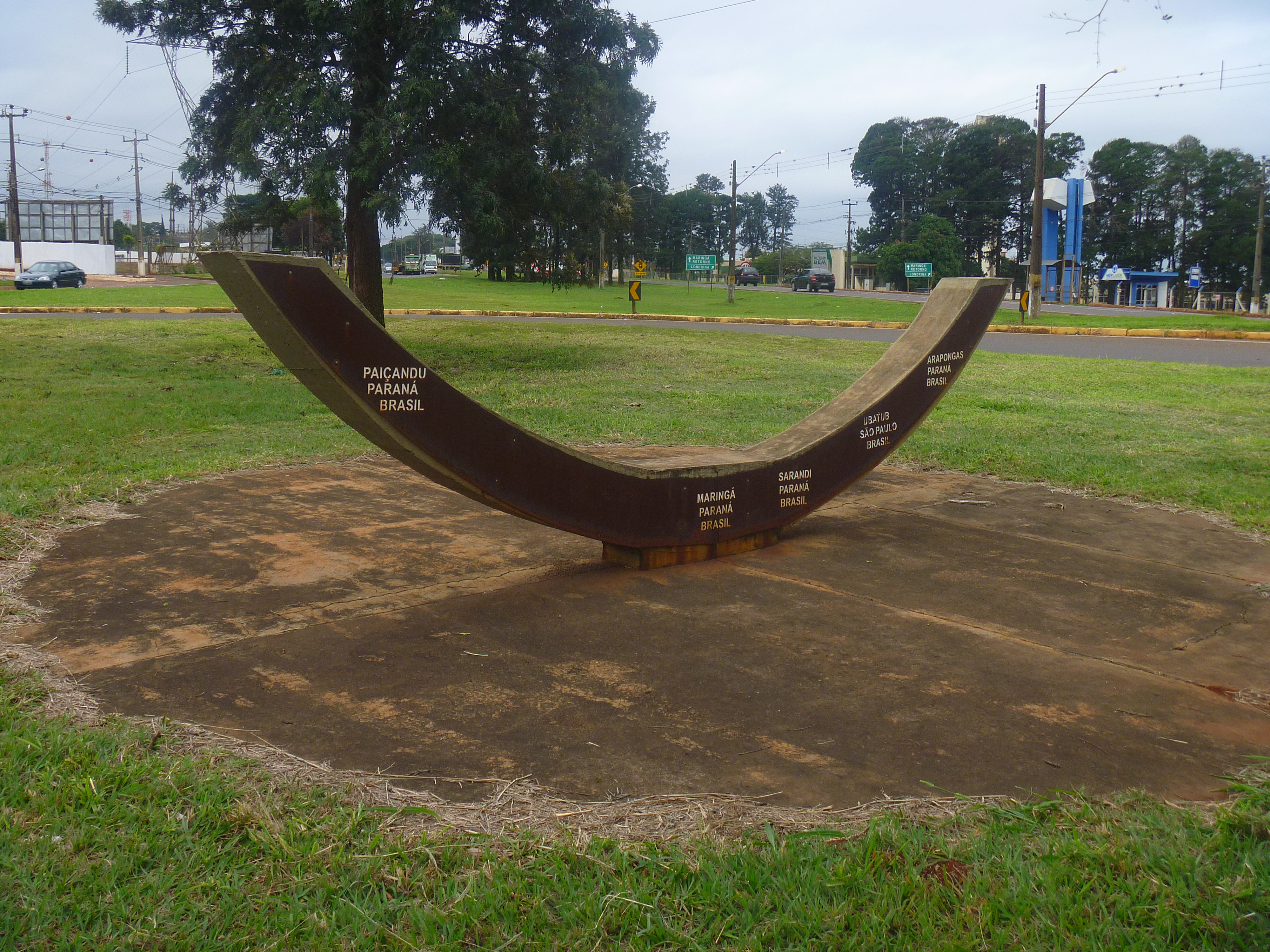
Markierung des Wendekreises des Steinbocks

Indianópolis liegt auf dem Terceiro Planalto Paranaense (der Dritten oder Guarapuava-Hochebene von Paraná) auf 23° 28′ 33″ südlicher Breite und 52° 41′ 45″ westlicher Länge. Durch das Munizip verläuft der südliche Wendekreis, der Wendekreis des Steinbocks. Es hat eine Fläche von 123 km². Es liegt auf einer Höhe von 468 Metern.

### Vegetation
Das Biom von Indianópolis ist Mata Atlântica.

### Klima
In Indianópolis herrscht tropisches Klima. Die meiste Zeit im Jahr ist mit erheblichem Niederschlag zu rechnen. Selbst im trockensten Monat fällt eine Menge Regen. Die Klimaklassifikation nach Köppen und Geiger lautet Af. Es herrscht im Jahresdurchschnitt eine Temperatur von 22,4 °C. Innerhalb eines Jahres gibt es 1491 mm Niederschlag.

### Gewässer
Der Rio dos Índios bildet die östliche Grenze des Munizips. Er fließt nach Norden zum Ivaí. Im westlichen Teil des Munizips fließt der Ribeirão São João in nördlicher Richtung zum Ivaí.

### Straßen
Indianópolis liegt an der PR-082 von Porto Camargo am Paraná nach Cianorte. Über die PR-479 kommt man im Norden zur Ivaí-Brücke bei Paraíso do Norte. 

### Nachbarmunizipien
| Rondon   | São Manoel do Paraná                        |          |
|          | Kompassrose, die auf Nachbargemeinden zeigt | Japurá   |
| Tapejara | Cianorte                                    | São Tomé |

## Stadtverwaltung
Bürgermeister: Juliano Trevisan Cordeiro, PSD (2021–2024)

## Demografie

### Bevölkerungsentwicklung
| Jahr | Einwohner | Stadt | Land |
| ---- | --------- | ----- | ---- |
| 1970 | 11.612    | 14 %  | 86 % |
| 1980 | 9.066     | 28 %  | 72 % |
| 1991 | 6.742     | 42 %  | 58 % |
| 2000 | 4.212     | 58 %  | 42 % |
| 2010 | 4.299     | 73 %  | 27 % |
| 2022 | 4.448     |       |      |

Quelle: IBGE (2011) und Volkszählung 2022

### Ethnische Zusammensetzung
| Gruppe *    | 1991    | 2000    | 2010    | |
| ----------- | ------- | ------- | ------- | --- |
| Weiße       | 74,9 %  | 71,4 %  | 65,4 %  | wer sich als weiß erklärt                                                                                     |
| Schwarze    | 3,7 %   | 2,1 %   | 3,5 %   | wer sich als schwarz erklärt                                                                                  |
| Gelbe       | 0,1 %   | 0,0 %   | 0,8 %   | Personen fernöstlicher Herkunft wie japanisch, chinesisch, koreanisch etc.                                    |
| Braune      | 21,2 %  | 26,1 %  | 30,2 %  | wer sich als braun erklärt oder wer sich mit einer Mischung von zwei oder mehr der fünf Gruppen identifiziert |
| Indigene    | 0,0 %   | 0,0 %   | 0,0 %   | wer sich als Ureinwohner oder Indio erklärt                                                                   |
| ohne Angabe | 0,0 %   | 0,3 %   | 0,0 %   | |
| Gesamt      | 100,0 % | 100,0 % | 100,0 % | |

*) Das IBGE verwendet für Volkszählungen seit 1991 ausschließlich diese fünf Gruppen. Die Gruppenzugehörigkeit wird bei der Befragung vom Einwohner selbst festgelegt. Das IBGE verzichtet bewusst auf Erläuterungen.
Quelle: IBGE (Stand: 1991, 2000 und 2010)